# Frankenstein Junior
Pour les articles homonymes, voir Frankenstein.
Pour plus de détails, voir Fiche technique et Distribution.
Frankenstein Junior (Young Frankenstein) est un film comique américain, réalisé par Mel Brooks et sorti en 1974, avec Gene Wilder dans le personnage principal du docteur Frankenstein Junior, un descendant de l'insensé Dr Victor von Frankenstein. La distribution comprend Teri Garr, Cloris Leachman, Marty Feldman, Peter Boyle, Madeline Kahn, Kenneth Mars, Richard Haydn et Gene Hackman. Le scénario a été écrit par Wilder et Brooks.
Le film est une parodie des films d'horreur classiques, en particulier les diverses adaptations cinématographiques du roman Frankenstein ou le Prométhée moderne de Mary Shelley, produites par Universal Studios dans les années 1930, dont le fameux Frankenstein de 1931 qui lance le genre. Pour aider à évoquer l'atmosphère des films précédents, Brooks a tourné entièrement en noir et blanc, une rareté dans les années 1970, et a employé un générique d'ouverture de style 1930 et des fondus au noir entre les scènes. Le film comporte également des musiques typiques de la période écrites par le compositeur de longue date de Brooks, John Morris.
Favori du public et de la critique, Frankenstein Junior se classe 28e sur la liste des 50 plus grands films de comédie de tous les temps par le magazine Total Film, 56e sur la liste de Bravo TV des cent films les plus comiques et 13e sur la liste des 100 films américains les plus drôles selon l'American Film Institute. En 2003, il a été jugé « culturellement, historiquement ou esthétiquement important » par le Comité de sauvegarde national du film aux États-Unis et sélectionné pour préservation par le National Film Registry de la Bibliothèque du Congrès.

## Synopsis
Frederick 'Frankenstine', arrière-petit-fils du docteur Frankenstein, n'est pas fier des travaux de son arrière-grand-père. Après avoir donné un cours sur le système nerveux, Frederick est abordé par un homme apportant le testament de son grand-père. Frederick laisse alors sa fiancée Elizabeth et se rend au château familial en Transylvanie, où il est accueilli par Igor, un serviteur bossu, et Inga, une laborantine. Frederick décide à son tour de créer un être vivant à partir de cadavres. Igor est chargé de trouver le cerveau d'un génie pour l'implanter dans la tête de la créature. Malheureusement, Igor se trompe et apporte à son maître un cerveau anormal.
Frederick greffe le cerveau dans un cadavre et, suivant les indications écrites de son aïeul, il arrive à donner vie à la créature, assisté par Inga et Igor. Il va alors exhiber la créature dans une salle de spectacle, mais cette dernière devient violente et est enfermée. Elle arrive à se libérer et étrangle un gardien. En réaction, la population locale entame une émeute et se dirige vers le château.
Pour sauver la créature, Frederick réalise une expérience qui améliore son intelligence. Lorsque les villageois constatent ce changement, ils rentrent chez eux dans le calme. Finalement, Frederick se met en ménage avec Inga et son ancienne fiancée Elizabeth avec la créature.

## Fiche technique
- Titre français : Frankenstein Junior
- Titre original : Young Frankenstein
- Réalisation : Mel Brooks
- Scénario : Gene Wilder et Mel Brooks, d'après le roman Frankenstein ou le Prométhée moderne, de Mary Shelley
- Production : Michael Gruskoff
- Musique : John Morris et Victor Herbert
- Photographie : Gerald Hirschfeld
- Montage : John C. Howard (en)
- Décors : Dale Hennesy
- Costumes : Dorothy Jeakins
- Société de distribution : Twentieth Century Fox
- Budget : 2 800 000 $
- Pays de production : États-Unis
- Langue : anglais, allemand
- Format : noir et blanc - 1,85:1 - stéréo - 35 mm
- Genre : comédie horrifique
- Durée : 101 minutes
- Dates de sortie : 
  - États-Unis : 15 décembre 1974
  - France : 13 août 1975

## Distribution
- Gene Wilder (VF : Gabriel Cattand) : le docteur Frederick Frankenstein (prononcé Frankenstine)
- Marty Feldman (VF : Georges Riquier) : Igor (prononcé Aïgor)
- Peter Boyle (VF : William Sabatier) : le Monstre
- Madeline Kahn (VF : Perrette Pradier) : Elizabeth
- Cloris Leachman (VF : Lita Recio) : Frau Blücher
- Teri Garr (VF : Claude Chantal) : Inga
- Kenneth Mars (VF : Georges Aminel) : l'inspecteur Hans Wilhelm Friederich Kemp
- Gene Hackman (VF : Claude Joseph) : Harold, le vieil aveugle
- Richard Haydn : Gerhard Falkstein
- Liam Dunn : monsieur Hilltop
- Danny Goldman (VF : Jean-Pierre Leroux) : l'étudiant en médecine
- Oscar Beregi Jr. (VF : Philippe Dumat) : le geôlier sadique
- Berry Kroeger : le premier doyen du village
- Arthur Malet : le deuxième doyen du village
- Anne Beesley : Helga
- Michael Fox (VF : Henry Djanik) : le père d'Helga
- Norbert Schiller (VF : Serge Lhorca) : le présentateur du Show
- Monte Landis : un fossoyeur
- Rusty Blitz : un fossoyeur
- Leon Askin : Herr Waldman
- Rolfe Sedan : le conducteur de train

## Accueil

### Critiques
Le film reçoit la mention On aime beaucoup (TT) par le magazine Télérama, et obtient une note de 5/5 par la critique presse et celle de 3,8/5 par les spectateurs sur Allociné.

## Autour du film
- Le film a été tourné dans le même château et le même laboratoire que le Frankenstein réalisé en 1931 par James Whale. La plupart du matériel de laboratoire utilisé comme accessoires a été créé par Kenneth Strickfaden pour le film de 1931.
- Les clins d'œil aux deux premiers Frankenstein, Frankenstein et la Fiancée de Frankenstein, sont légion. Par ailleurs, une grande part du scénario a trouvé son inspiration dans le film de Rowland V. Lee, Le Fils de Frankenstein (1939), par exemple le personnage de l'inspecteur Kemp au bras articulé. Des clins d'œil sont faits à King Kong (l'exhibition dans le théâtre).
- Le film a été adapté à Broadway sous forme de comédie musicale, mise en scène par Susan Stroman sur une musique de Mel Brooks.

## Distinctions

### Récompenses
- Nominations aux Golden Globes de la meilleure actrice jouant dans une comédie (Cloris Leachman) et du meilleur second rôle féminin (Madeline Kahn) en 1975.
- Nominations à l'Oscar du meilleur son (Richard Portman et Gene S. Cantamessa) et du meilleur scénario adapté d'une œuvre existante, en 1975.
- Prix du meilleur réalisateur, meilleur film d'horreur, meilleur maquillage (William Tuttle), meilleurs décors (Robert De Vestel et Dale Hennesy) et meilleur second rôle masculin (Marty Feldman), décernés par l'Académie des films de science-fiction, fantastique et horreur en 1976.